# Helmut Eggert
Helmut Eggert (* 23. Juli 1935 in Molitz; † 1. September 2019 in Berlin) war ein deutscher Bauingenieur.

## Leben und Wirken
Helmut Eggert, Sohn eines enteigneten „Großbauern“, kam 1953 aus der DDR nach Heidelberg, um dort unter schwierigen Verhältnissen nach dem Abendgymnasium die Anerkennung seines DDR-Abiturs zu erreichen. Während dieser Zeit durchlief er eine dreijährige Lehre als Heizungsbauer.
Von 1956 bis 1962 studierte er Bauingenieurwesen an der TH Darmstadt und fertigte eine Diplomarbeit am von Alfred Mehmel geleiteten Lehrstuhl für Massivbau an. Durch die 1959 erfolgte Aufnahme in die Studienstiftung des deutschen Volkes, konnte Eggert seine wirtschaftliche Lage verbessern und wurde 1965 mit einer von Kurt Klöppel betreuten Dissertation auf dem Gebiete der Schalentheorie von der TH Darmstadt zum Dr.-Ing. promoviert. Danach wechselte er als Statiker zur Fa. Lenzbau und befasste sich dort u. a. mit dem statischen Nachweis von Montagezuständen beim Bau von Stahl-Verbundbrücken. Bei der Firma Wayss & Freytag befasste sich Eggert von 1967 bis 1969 mit Problemen des Massivbaues. In dieser Zeit entstand auch sein Aufsatz über die Berechnung neuartiger mehrstieliger Türme mit Zwischenplattformen.
1969 trat Eggert in das neu gegründete Institut für Bautechnik (heute Deutsches Institut für Bautechnik) in West-Berlin ein, wo er zunächst mit den Zulassungen in den Bereichen Kunststoffe, Stahlbau, Stahlbetonfertigteile und Lager betraut wurde. Seit der Neubildung von Referaten war Eggert am Institut für Bautechnik von 1971 bis 2000 für Stahlbau und Lager zuständig. Als Leiter des Referats Metallbau und Lager verantwortete er zahlreiche Zulassungen zu Raumfachwerken, Trapez- und Kassettenprofilen, Behälterkonstruktionen, Verbunddecken, neuartigen Befestigungsmitteln, nichtrostenden bzw. hochfesten Stählen und diversen Lagerkonstruktionen.
Mit Jupp Grote und Wolfgang Kauschke publizierte Eggert die Monografie Lager im Bauwesen und bot hierzu eine gleichnamige Lehrveranstaltung am Fachbereich Bau- und Verkehrswesen (Bauingenieurwesen) der TU Berlin an. In erweiterter Form erschien diese Monografie in englischer Sprache 2002. und als vollständige deutsche Neubearbeitung in 3. Auflage 2013.
Eggert erfand die Normenreihe DIN 4141 Lager im Bauwesen, welche als Vorbild für die europäische Normenreihe EN 1337 fungierte. Darüber hinaus regte er die Normen über Trapezprofile (DIN 18807) und dünnwandige Behälter (DIN 18914) an.
Der Praxis des Stahlbaus ist Eggert durch seine Kommentierten Stahlbauregelwerke vom ersten (1999) bis zum 9. Jahrgang (2007) des bei Ernst & Sohn erscheinenden Stahlbau-Kalenders bekannt. Er setzte sich konstruktiv-kritisch mit der verwaltungsförmigen Wissenschaft auseinander. Bekannt sind seine Essays und seine Zwischenrufe in der von Doris Greiner-Mai von 1992 bis 2010 geleiteten Zeitschrift Bautechnik.
Auch befasste sich Eggert mit der Geschichte der Lagertechnik. Hierzu referierte er am 6. Februar 2003 im Deutschen Technikmuseum Berlin im Rahmen der von Karl-Eugen Kurrer und Werner Lorenz organisierten Reihe Praktiken und Potenziale von Bautechnikgeschichte. Des Weiteren unterstützte er die Dissertation von Volker Wetzk über die Geschichte der Brückenlager von 1850 bis 1950.

## Werke
- Helmut Eggert: Verformungsberechnung biege- und normalkraftbelasteter Kunststoffstäbe. In: plasticonstruction. 1. Jg., Heft 4, 1971, S. 157–160.
- N. Ebeling, Helmut Eggert: Regelwerke des Stahlbaus – Rückblick und Bestandsaufnahme. In: Stahlbau, 54. Jg., Heft 4, 1985, S. 97–102.
- Helmut Eggert: Scheinprobleme durch neue Regelwerke im Stahlbau. In: Stahlbau. 57. Jg., Heft 10, 1988, S. 313–316.
- Helmut Eggert: Anmerkungen zur Neufassung der Anpassungsrichtlinie Stahlbau. In: Stahlbau. 68. Jg., Heft 2, 1999, S. 120–124.
- Helmut Eggert: Resümee – Anmerkungen eines Ruheständlers nach mehr als 30 Jahren Dienst für die Bauaufsicht. In: Bautechnik. 77. Jg., Heft 10, 2000, S. 763–768.
- Helmut Eggert: Brückenlager und deren Regelung – eine Bestandsaufnahme. In: Bautechnik. 78. Jg., Heft 1, 2001, S. 52–59.
- Helmut Eggert: Kalottengleitlager. In: Bautechnik. 79. Jg., Heft 2, 2002, S. 84–90.
- Helmut Eggert: Topflager. In: Bautechnik. 79. Jg., Heft 11, 2002, S. 750–760.
- Helmut Eggert: Bewehrte Elastomerlager – Erkenntnisstand und Defizite. In: Bautechnik. 83. Jg., Heft 1, 2006, S. 6–15.